# Kathedraal van de Onbevlekte Ontvangenis (Moskou)
De Kathedraal van de Onbevlekte Ontvangenis van de Heilige Maagd Maria (Russisch: Собор Непорочного Зачатия Пресвятой Девы Марии), in de Moskouse volksmond ook “de Katholieke Kerk” genoemd, is een neogotische kerk in het centrum van Moskou en kathedraal van het Aartsbisdom Moeder Gods van Moskou. De kathedraal is een van de twee geopende katholieke kerken in Moskou en de grootste katholieke kerk van heel Rusland. De kathedraal werd gebouwd naar een ontwerp van Tomasz Bohdanowicz-Dworzecki en diende als parochiekerk van de Poolse gemeenschap.
De communistische regering sloot de kerk in 1938. Bijna 60 jaar werd de kerk onttrokken aan de eredienst. Na jarenlang onderhandelen kreeg de kerk in 1996 haar oorspronkelijke bestemming terug. Herwijding van de kerk vond plaats in 2001, nadat een zeer omvangrijke renovatie had plaatsgevonden. Vanaf 2002 heeft de kerk de status van kathedraal.
In de kathedraal worden regelmatig missen gevierd in het Russisch, Pools, Engels, Frans, Spaans, Armeens, Latijn en Koreaans. Aan de kathedraal is een bibliotheek, een tijdschrift met de naam "De Katholieke Bode, het licht van het Evangelie” en een kantoor van Caritas verbonden.
De kathedraal staat tegenwoordig onder monumententoezicht.

## Geschiedenis

### Bouw

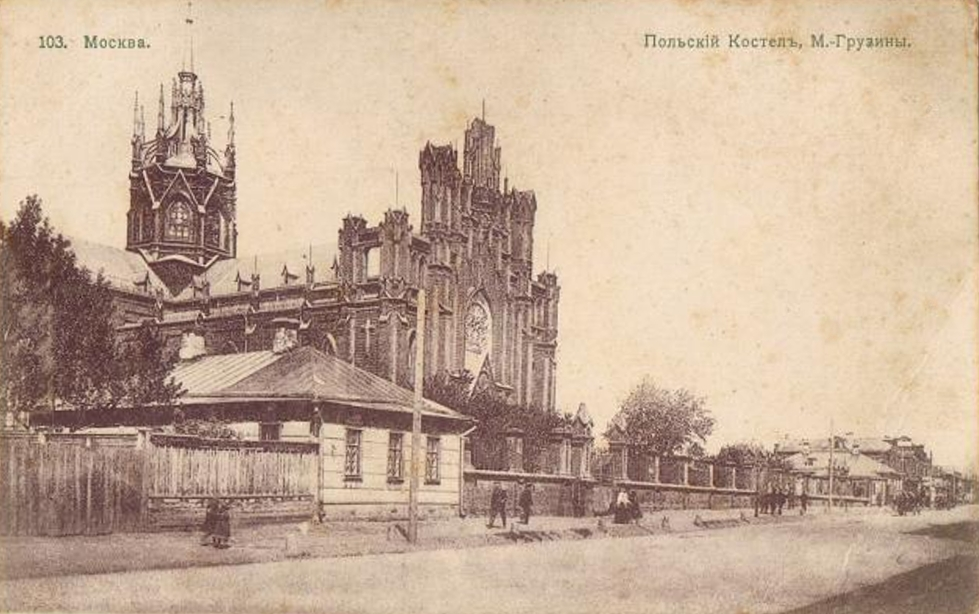
De kathedraal op een oude ansichtkaart voor de revolutie (1910)

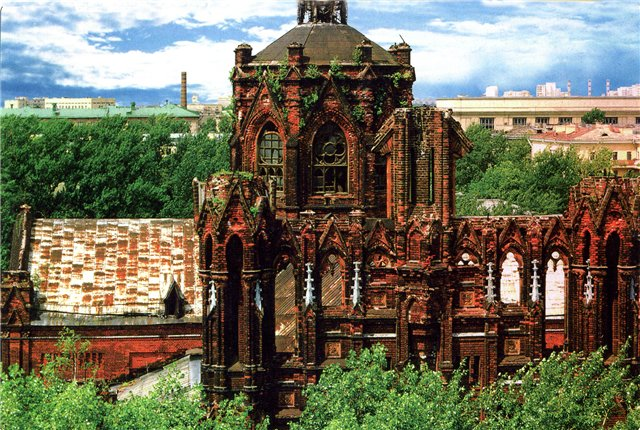
De zwaar vervallen kerk in 1980

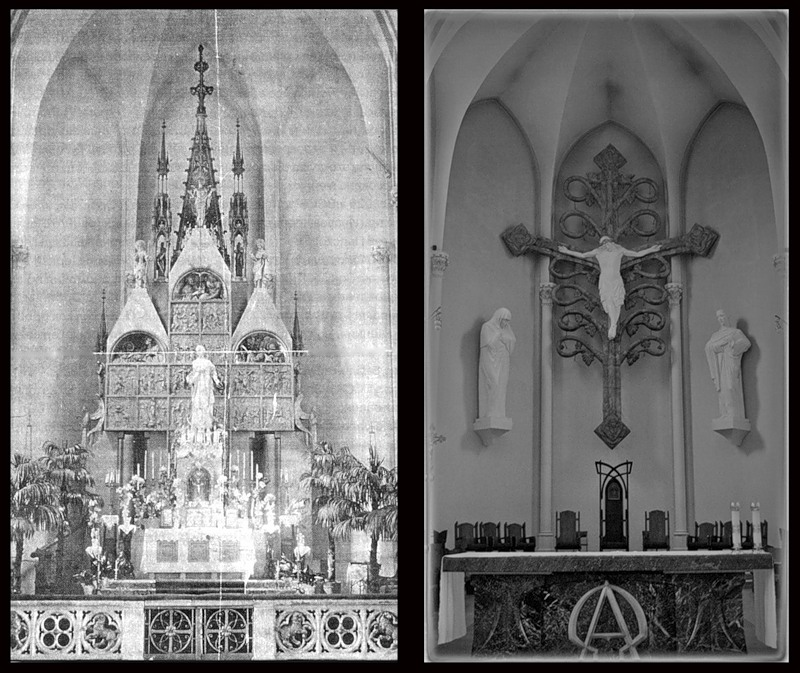
het oude altaar voor de sluiting (rechts) en het huidige altaar (links)

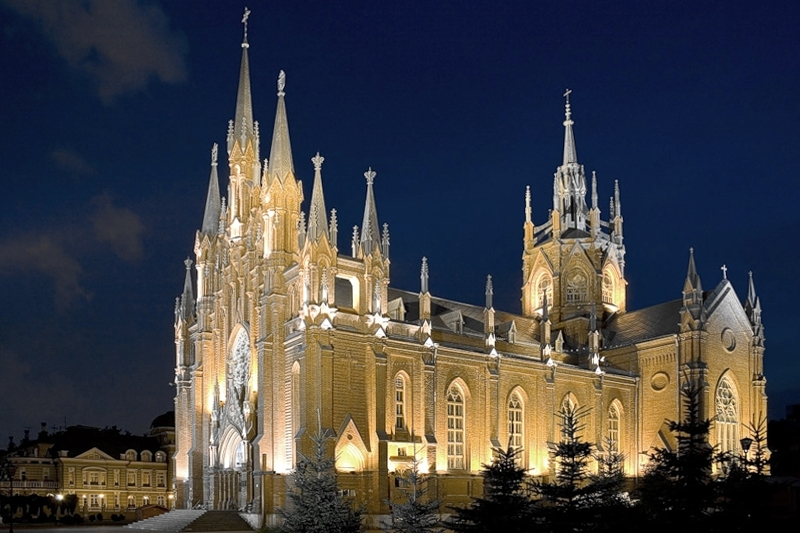
De kathedraal bij nacht

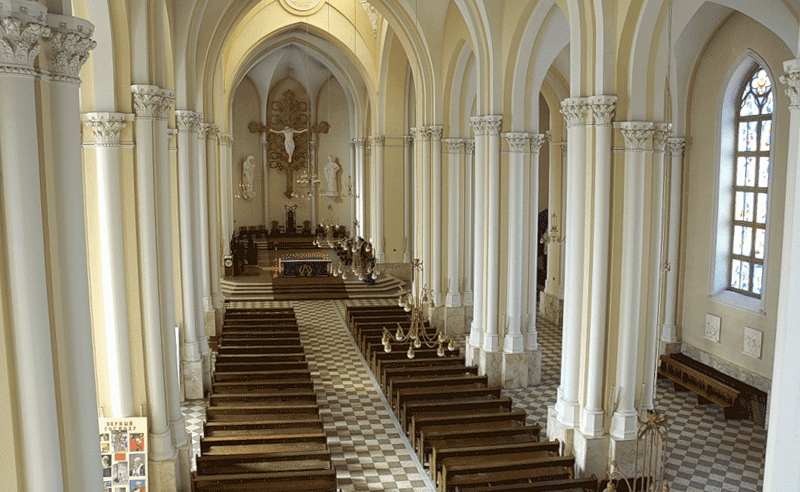
Het gerestaureerde interieur

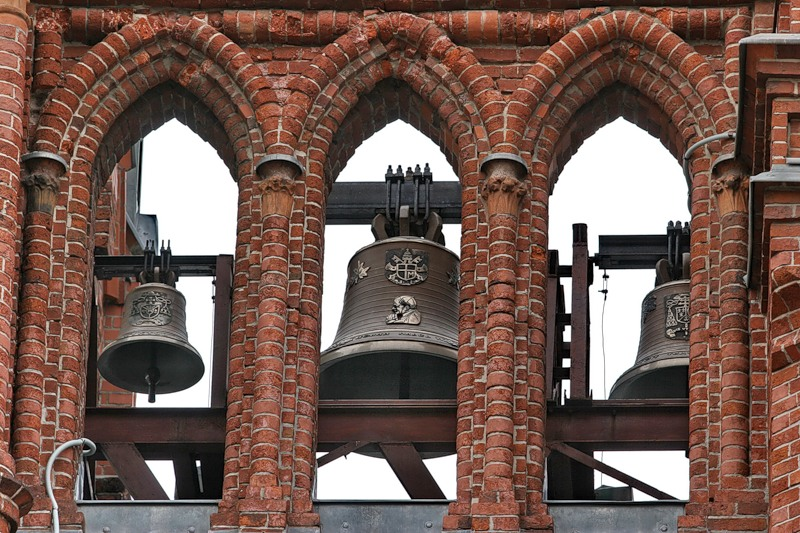
Klokken

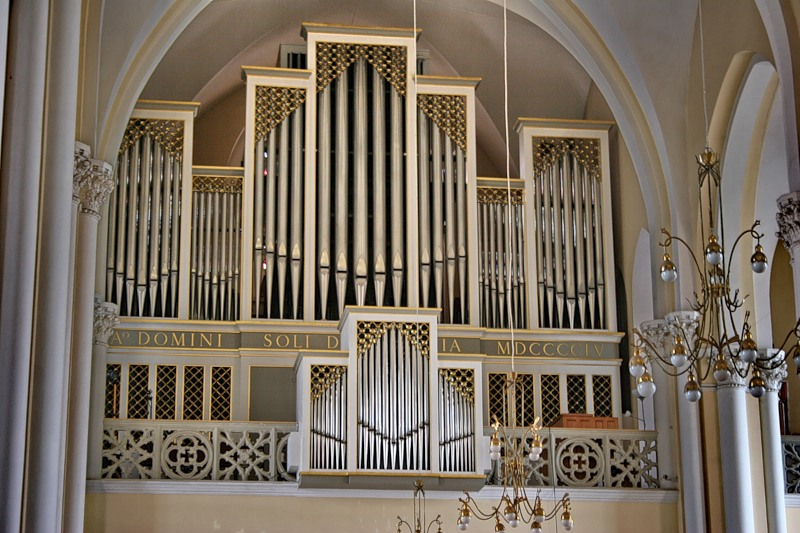
Kuhn-orgel

Eind 19e eeuw waren er in Moskou twee katholieke kerken: de Kerk van de Heilige Lodewijk voor de Franse gemeenschap en de Petrus en Pauluskerk voor de Poolse gemeenschap. De Poolse gemeenschap was echter gegroeid tot 30.000 zielen en de capaciteit van de bestaande kerk schoot ernstig tekort. In 1894 besloot de gemeente tot de bouw van een nieuwe kerk en bood daartoe een verzoek aan bij de autoriteiten van Moskou. Toestemming werd verkregen, echter onder het beding dat de locatie van de kerk zich ver uit het centrum en niet in de onmiddellijke nabijheid van zeer vereerde, orthodoxe heiligdommen zou bevinden. Op 16 mei kocht de Poolse katholieke gemeente aan de rand van de stad 10 hectare grond aan. Destijds werd de grond omgeven door velden en moestuinen, tegenwoordig bevindt de kerk zich in het gebied dat tot het centrum van Moskou wordt gerekend. De koop werd volledig uit giften gefinancierd. Een andere voorwaarde van het stadsbestuur gold het uiterlijk van de te bouwen kerk: het werd toegestaan een kruis boven de gevel te plaatsen maar de kerk mocht geen hoge torens krijgen en er mochten evenmin beelden aan de buitengevel worden geplaatst.
Gekozen werd voor een ontwerp van een Russische architect van Poolse komaf, Tomasz Bohdanowicz-Dworzecki. De nieuw te bouwen kerk zou plaats bieden aan 5.000 gelovigen.
De eerstesteenlegging vond in 1899 plaats. Met de daadwerkelijke bouwwerkzaamheden werd in 1901 aangevangen en deze zouden duren tot 1911. De financiering van de bouw werd voor een groot deel bekostigd door de Poolse gemeenschap, met ondersteuning van katholieke gemeenschappen uit zowel Rusland als het buitenland.
Op 21 december 1911 werd de kerk gewijd.
Ten behoeve van het interieur werden in de jaren 1911-1917 gelden ingezameld. De inrichting van de kerk bleef echter met uitzondering van het hoofdaltaar sober.
Delen van het oorspronkelijke ontwerp werden niet gerealiseerd. Zo ontbraken de pinakels, mogelijk zijn de pinakels voor het eerst voltooid bij de renovatie van de kerk in 1999.

### Sluiting
In de Kerk van de Onbevlekte Ontvangenis werden heilige missen sinds 1929 niet meer toegestaan. Voor de bouw van een school in 1936 werd een groot stuk grond onteigend. Ten slotte werd de kerk op 30 juli 1938 gesloten. Hetzelfde lot overkwam de Petrus en Pauluskerk negen dagen eerder. Na sluiting werd de kerk geplunderd, daarbij gingen hoofdaltaar en orgel geheel verloren. Voordat de kerk geschikt zou worden gemaakt voor woonbestemming, werd het gebouw eerst nog enkele maanden gebruikt als groentewinkel.
Tijdens de Tweede Wereldoorlog werd de spits van de hoofdtoren afgebroken, terwijl na de oorlog op het voormalige kerkgebied opnieuw werd gebouwd. Na een brand in 1956, waarbij de koepel van de hoofdtoren instortte, werden de huurders van de voormalige kerk elders gehuisvest. Vervolgens kreeg het onderzoeksinstituut Mosspezpromprojekt (Russisch: Мосспецпромпроект) het gebouw in gebruik. In de daaropvolgende jaren was het verval van het voormalige kerkgebouw aanzienlijk. Echter in 1976 vatten autoriteiten het plan op om de kerk te renoveren en de kerk te herbestemmen tot concertzaal. Het voornemen stuitte echter op tegenstand van het onderzoeksinstituut.

### Teruggave
In 1989 vroegen Moskouse katholieken en de culturele vereniging “Het Poolse Huis” (Russisch: Дом Польский) voor het eerst de teruggave van het gebouw aan de Katholieke kerk. Met permissie van de autoriteiten werd op 8 december voor het eerst sinds 60 jaar een Heilige Mis gevierd op de trappen van de voormalige kerk. Honderden mensen trotseerden de winterkou om te bidden voor de teruggave van de kerk. De mis werd geleid door de Poolse priester Tadeusz Pikus.
In januari 1990 stichtte een groep Moskouse katholieken formeel de parochie van de Onbevlekte Ontvangenis van de Heilige Maagd Maria. Op 13 april 1991 richtte Paus Johannes Paulus II met de Apostolische Constitutie Providi quae de Apostolische Administrateur voor het Europese Rusland op. De gebeurtenissen volgen elkaar nu steeds sneller op. Al vanaf de zomer van 1991 werden elke zondag missen gevierd in de tuin van de kerk. Als priester werd de salesiaan Josef Sanewski benoemd. Er vindt een uitrol plaats van activiteiten, zoals godsdienstig onderwijs, armenhulp en ziekenzorg.
Op 1 februari 1992 ondertekende toenmalig locoburgemeester Joeri Loezjkov het besluit dat het gebouw stapsgewijs, maar uiterlijk binnen twee jaar, terug moest worden gegeven aan de katholieke kerk. Het onderzoeksinstituut Mosspezpromprojekt negeerde echter het besluit en liet de deadline gewoon passeren. Daarop betraden katholieken het gebouw en bezetten de werkplaats van het instituut. Tussenkomst van de autoriteiten leidde tot een vergelijk: de parochie mocht in een provisorisch opgerichte ruimte in het gebouw kerkdiensten vieren.
Op 7 mei 1995 ontstond er weer een treffen toen enige gemeenteleden de scheidingswand neerhaalden van de ruimte, terwijl anderen op eigen houtje het dak van de ruimte neerhaalden. Het instituut riep vervolgens de hulp van de politie in. Bij de confrontatie liep een non verwondingen op en werden een priester en een seminarist gearresteerd. Een dag later werden zij echter weer vrijgelaten.
In het licht van deze gebeurtenissen schreef de apostolisch administrator Tadeusz Kondrusiewicz een open brief aan president Boris Jeltsin waarin beklag werd gedaan over de situatie rond het kerkgebouw.
In reactie hierop ondertekende Joeri Loezjkov een nieuw besluit waarin werd bepaald dat het instituut in 1995-1996 het gebouw moest verlaten. Ondertussen eiste het onderzoeksinstituut bij Joeri Loezjkov een schadevergoeding van de geloofsgemeenschap. In een ontmoeting met de plaatsvervangende Moskouse burgemeester Alexander Musykantski op 15 maart 1995 werd de Poolse ambassadeur Stanisław Ciosek verzekerd dat het gebouw nog hetzelfde jaar zou worden teruggegeven aan de Rooms-katholieke kerk. Op 2 november 1995 eiste Joeri Loezjkov in een vernieuwd besluit dat Mosspezpromprojekt het gebouw uiterlijk voor het einde van het jaar diende te ruimen ten behoeve van de katholieke gemeenschap.
Toen ook dit besluit werd genegeerd namen parochianen op 2 januari 1996 het heft in eigen handen en begonnen met ruiming. Directeur Jewgeni Afanasjew probeerde opnieuw de hulp van de politie in te schakelen, maar ditmaal bleef ingrijpen achterwege. Daarop verzocht de directeur de priester om uitstel van twee weken en op 13 januari vertrok Mosspezpromprojekt eindelijk uit het gebouw. Op 2 februari 1996 ontving het aartsbisdom de toestemming om het kerkgebouw te gebruiken voor onbepaalde tijd.

### Renovatie en herwijding
Aan de terugkeer van de kerk was de voorwaarde verbonden dat de restauratie op eigen kosten diende te geschieden. Tussen 1996-1999 werd het gebouw met financiële steun van de Poolse onderneming EnergoPol en een Duitse rooms-katholieke vereniging “Renovabis” gerenoveerd. Ook de Russische regering stelde uiteindelijk in 1999 nog gelden ter beschikking voor de renovatie.
Op 12 december 1999 werd de kerk feestelijk heropend en door de kardinaal–staatssecretaris Angelo Sodano gewijd.

## Orgel
Het orgel van de kathedraal is met 74 registers, vier manualen en 5563 pijpen een van de grootste orgels in Rusland. Het is reeds het derde orgel in de bewogen geschiedenis van de kathedraal. Het oorspronkelijke orgel ging bij de plundering in 1938 verloren.
Na de renovatie in 1999 kreeg de kerk eerst een elektronisch orgel met 60 registers, een schenking van de Amerikaanse liefdadigheidsorganisatie Aid to the Church in Russia. Het huidige orgel is een schenking van de protestants-gereformeerde munsterkerk van Bazel, waar ze in 2002 werd gedemonteerd. Het door de orgelbouwfirma Th. Kuhn AG in het Zwitserse Männedorf gebouwde orgel werd naar Moskou vervoerd en in de kathedraal herbouwd. Eén register dat nog van een orgel uit 1850 dateert moest echter vanwege de monumentale waarde in Zwitserland blijven.
Op 16 januari 2005 werd het orgel gewijd door aartsbisschop Tadeusz Kondrusiewicz in het kader van een mis met aansluitend een openingsconcert van het Eerst Internationale Festival van de Orgelmuziek.